# Cairnsimyia aroana
Cairnsimyia aroana är en tvåvingeart som beskrevs av Mcalpine 1968. Cairnsimyia aroana ingår i släktet Cairnsimyia och familjen myllflugor. Inga underarter finns listade i Catalogue of Life.